# Торрес, Алан
А́лан Эдуа́рдо То́ррес Вильянуэ́ва (исп. Alan Eduardo Torres Villanueva; род. 19 февраля 2000, Гвадалахара) — мексиканский футболист, полузащитник клуба «Гвадалахара».

## Клубная карьера
Торрес — воспитанник клуба «Гвадалахара». 8 августа 2019 года в поединке Кубка Мексики против «Сантос Лагуна» Алан дебютировал за основной состав. 9 августа 2020 года в матче против «Пуэблы» он дебютировал в мексиканской Примере. 10 января 2022 года в поединке против «Масталана» Алан забил свой первый гол за «Гвадалахару».

## Международная карьера
В 2018 году в составе молодёжной сборной Мексики Торрес принял участие в Молодёжном кубке КОНКАКАФ. На турнире он сыграл в матчах против Сан-Мартин, Гренада, Арубы, Сальвадора и Панамы. 
В том же году Торрес принял участие в молодёжном чемпионате мира в Польше. На турнире но был запасным и на поле не вышел.

## Достижения
Международные
 Мексика (до 20)
- Молодёжный кубок КОНКАКАФ — 2018